# جوش باري
جوش باري (بالإنجليزية: Josh Parry)‏ هو لاعب كرة قدم أمريكية أمريكي، ولد في 5 أبريل 1978 في سونورا في الولايات المتحدة.

## وصلات خارجية
- جوش باري على موقع مرجع كرة القدم المحترفة.كوم (الإنجليزية)